# Satteins
Satteins est une commune autrichienne du district de Feldkirch dans le Vorarlberg.